# (1363) Herberta
(1363) Herberta – planetoida z pasa głównego asteroid okrążająca Słońce w ciągu 4 lat i 346 dni w średniej odległości 2,9 j.a. Została odkryta 30 sierpnia 1935 w Observatoire Royal de Belgique w Uccle przez Eugène’a Delporte. Należy do rodziny planetoid Koronis.
Nazwa planetoidy pochodzi od Herberta Hoovera (1874–1964), amerykańskiego prezydenta w latach 1929–1933, wcześniej przewodniczącego Komisji ds. Pomocy w Belgii (1915–1919). Została ona nadana po jego wizycie w Belgii w 1938. Przed nadaniem nazwy planetoida nosiła oznaczenie tymczasowe (1363) 1935 RA. Na cześć Hoovera nazwano też planetoidę (932) Hooveria.